# JXTG 홀딩스
에네오스 홀딩스(일본어: JXTGホールディングス -호루딩구스[*], 영어: ENEOS Holdings, Inc.)는 2010년 4월 1일에 설립된 JX 그룹의 지주 회사이다. 사명은 2020년 6월 25일 JXTG에서 에네오스로변경하였으며 에네오스 주유소를 운영하고 있다.